# 安東尼奧·科斯塔
安東尼奧·路易斯·桑托斯·達科斯塔，GCC GCIH（1961年7月17日—）是一名葡萄牙律師與政治家，於2015年至2024年獲委任為葡萄牙总理。2024年起担任欧洲理事会主席。

## 簡介

科斯塔自担任总理后出访的国家（2017年2月1日）

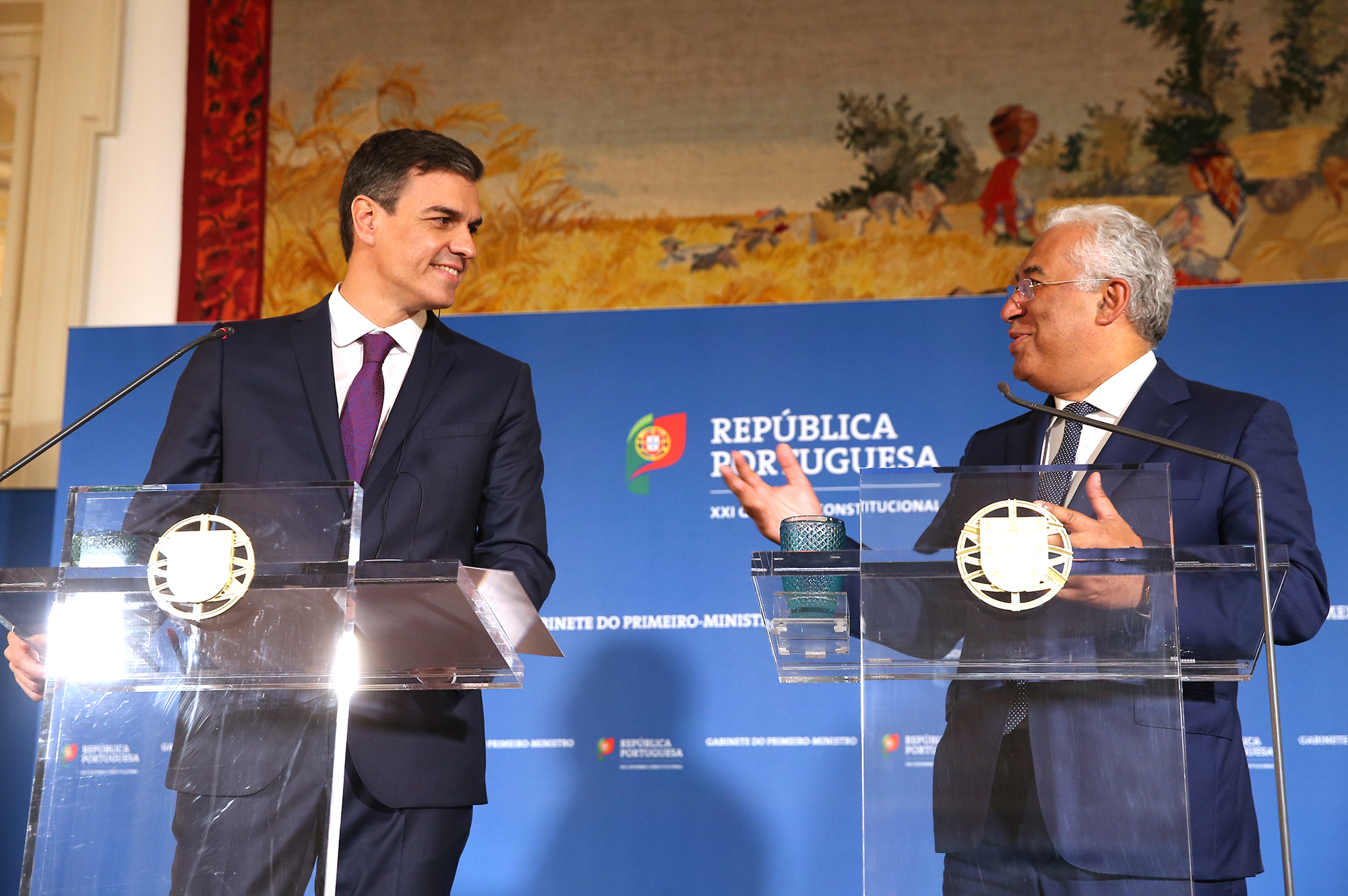
2018年7月2日科斯塔在里斯本与西班牙首相佩德罗·桑切斯会面

科斯塔于1961年出生于里斯本的圣塞巴斯蒂安·达·佩德雷拉堂区，为葡萄牙、印度及法国混血。父亲奥兰多·达·科斯塔为作家，奥兰多出生于莫桑比克马普托，奥兰多父亲出身於葡屬印度果阿的婆罗门天主教家庭，奥兰多母亲为莫桑比克出生的法国人；安東尼奧母亲玛丽亚·安东尼娅·帕拉为记者。
曾擔任里斯本市長、若澤·蘇格拉底內閣的內政部部長以及安东尼奥·古特雷斯內閣的司法部部長及議會事務部部長。
2014年9月，科斯塔被選為社會黨的秘書長。
2015年10月，科斯塔領導的社會黨與其他左派政黨（左翼集團、葡萄牙共產黨與生态主义党“绿党”）結成左派聯盟，成為葡萄牙議會絕對多數派，並於11月10日令中間偏右政府倒台（人民－動物－自然同時投票支持左翼聯盟提出的議案）。擊敗社會民主黨政府後，葡萄牙總統阿尼巴尔·卡瓦科·席尔瓦在11月24日任命科斯塔為新任葡萄牙总理，在11月26日正式就任，社會黨組建少數政府。
2023年11月，因涉锂矿开采和氢能项目腐敗案，科斯塔在会见总统馬塞洛·雷貝洛·德索薩后，在電視講話中宣佈辭任總理。
2024年12月起，安東尼奧·科斯塔出任欧洲理事会主席。

## 外部連結
- 葡萄牙政府網站 （页面存档备份，存于）

| 官衔                               | 官衔                       | 官衔                          |
| ---------------------------------- | -------------------------- | ----------------------------- |
| 前任者： 顧仲德                    | 司法部部長 1999年–2002年   | 繼任者： 塞萊斯·特卡多納      |
| 前任者： 丹尼爾·桑謝斯             | 內政部部長 2005年–2007年   | 繼任者： 瑞·佩雷拉            |
| 前任者： 瑪麗娜·費雷拉 代理        | 里斯本市長 2007年–2015年   | 繼任者： 費爾南多·麥地那      |
| 前任者： 瑪麗亞·德貝倫·羅塞拉 代理 | 反對黨領袖 2014年–2015年   | 繼任者： 佩德罗·帕索斯·科埃略 |
| 前任者： 佩德罗·帕索斯·科埃略      | 葡萄牙总理 2015年–2024年   | 繼任者： 路易斯·蒙特內格羅    |
| 前任者： 夏爾·米歇爾               | 歐洲理事會主席 2024年–     | 現任                          |
| 政党职务                           |                            |                               |
| 前任者： 安東尼奧·若澤·塞古魯      | 社會黨總幹事 2014年–2024年 | 繼任者： 佩德羅·儒諾·聖托斯   |